# Antichloris underwoodi
Antichloris underwoodi är en fjärilsart som beskrevs av Rothschild 1912. Antichloris underwoodi ingår i släktet Antichloris och familjen björnspinnare. Inga underarter finns listade i Catalogue of Life.